# ستیشاه مکرمه خاتون
ستیشاه مکرمه خاتون (ترکی استانبولی: Sittişah Mükrime Hatun) همسر محمد دوم سلطان امپراتوری عثمانی بود. او دختر سلیمان بیگ ذوالقدراوغلو و از ایل ذوالقدر بود که بر بیگ نشین ذوالقدریه یا پسران ذوالقدر (به ترکی Dulkadiroğulları beyligi) حاکم بودند. 